# Ziethen (près d'Anklam)
Pour les articles homonymes, voir Ziethen.
Ziethen est une municipalité allemande du land de Mecklembourg-Poméranie-Occidentale et l'arrondissement de Poméranie-Occidentale-Greifswald.

## Personnalités liées à la ville
- Nicolaus von Below (1907-1983), militaire né à Ziethen.
- Herbert Lange (1909-1945), militaire né à Menzlin.